# Castañuelos
Castañuelos o Castañuelo es una localidad del municipio de Aracena, en la provincia de Huelva, comunidad autónoma de Andalucía (España).

## Situación
Se encuentra al N de Aracena, al O de Corterrangel y Cortelazor y al NO de Carboneras.

## Coordenadas
- Latitud: 37°56′
- Longitud: - 6°34′
- Coordenada x UTM Huso 30: 186509
- Coordenada y UTM Huso 30: 4204490,5
- Huso UTM: 29
- Cuadrícula UTM: QC10
- Altitud media: 747 metros.

## Patrimonio
En el plano etnográfico, destacan sus fiestas patronales (primer fin de semana de agosto, con tradiciones tan arraigadas como la recogida, adorno y subida del "chopo") o reuniones festivas más recientes como "El día del mosto". Castañuelo también fue la tierra natal del artesano pastoril José Sánchez Canterla, cuyo trabajo en la madera ha sido recogido por numerosas publicaciones y eventos. Esta aldea acogió recientemente el pintor Pepe León.
Recientemente varias publicaciones del autor Juan Canterla recogen trazos etnográficos de la historia y costumbres de esta bonita aldea de la provincia de Huelva (1)

## Turismo
Destacan el puente del barranco, Las Pilas o la presa Molinito.

### Necrópolis de El Castañuelo
A escasos kilómetros del actual núcleo urbano se encuentran los restos de la necrópolis y poblado de "El Castañuelo", datados en torno al II milenio a. C. en su estrato más meridional y en torno al V a. C. en los más recientes, pertenecientes estos últimos a tribus celtíberas, cercanas al subgrupo de los lusitanos. El lugar es conocido por los residentes como "Las Tumbas".
Sin duda, el interés y relevancia de este yacimiento ha sido puesto en valor en numerosas investigaciones (véase PÉREZ, J.A. y GÓMEZ, F.,1999. Cronología y significación histórica del poblado de Castañuelo (Aracena, Huelva). Comunicación. II Congreso de Arqueología Peninsular. Actas Tomo III. Zamora, 1996. ISBN 84-8138-367-8), dado que su ubicación responde a patrones típicamente catalogados en zonas más al norte.